# Mitropapokal 1955
Der Mitropapokal 1955 war die 15. Auflage des Fußballwettbewerbs. Budapesti Vörös Lobogó gewann das in Hin- und Rückspiel ausgetragene Finale gegen Dukla Prag.

## Vorrunde
|                        | Gesamt |             | Hinspiel | Rückspiel |
| ---------------------- | ------ | ----------- | -------- | --------- |
| Budapesti Vörös Lobogó | 5:5    | Wacker Wien | 3:3      | 2:2       |
| FK Vojvodina Novi Sad  | 9:5    | AS Rom      | 4:1      | 5:4       |

### Entscheidungsspiel
|                        | Ergebnis |             |
| ---------------------- | -------- | ----------- |
| Budapesti Vörös Lobogó | 5:1      | Wacker Wien |

## Viertelfinale
|                        | Gesamt |                   | Hinspiel | Rückspiel |
| ---------------------- | ------ | ----------------- | -------- | --------- |
| Budapest Honvéd        | 10:60  | Wiener Sport-Club | 5:2      | 5:4       |
| FC Bologna             | 2:7    | Dukla Prag        | 2:4      | 0:3       |
| FK Vojvodina Novi Sad  | 0:3    | Slovan Bratislava | 0:0      | 0:3       |
| Budapesti Vörös Lobogó | 8:3    | Hajduk Split      | 6:0      | 2:3       |

## Halbfinale
|                 | Gesamt |                        | Hinspiel | Rückspiel |
| --------------- | ------ | ---------------------- | -------- | --------- |
| Budapest Honvéd | 6:7    | Budapesti Vörös Lobogó | 5:2      | 1:5       |
| Dukla Prag      | 2:2    | Slovan Bratislava      | 0:0      | 2:2       |

### Entscheidungsspiel
|            | Ergebnis |                   |
| ---------- | -------- | ----------------- |
| Dukla Prag | 2:1      | Slovan Bratislava |

## Finale
|                        | Gesamt |            | Hinspiel | Rückspiel |
| ---------------------- | ------ | ---------- | -------- | --------- |
| Budapesti Vörös Lobogó | 8:1    | Dukla Prag | 6:0      | 2:1       |